# Wysokość w kłębie

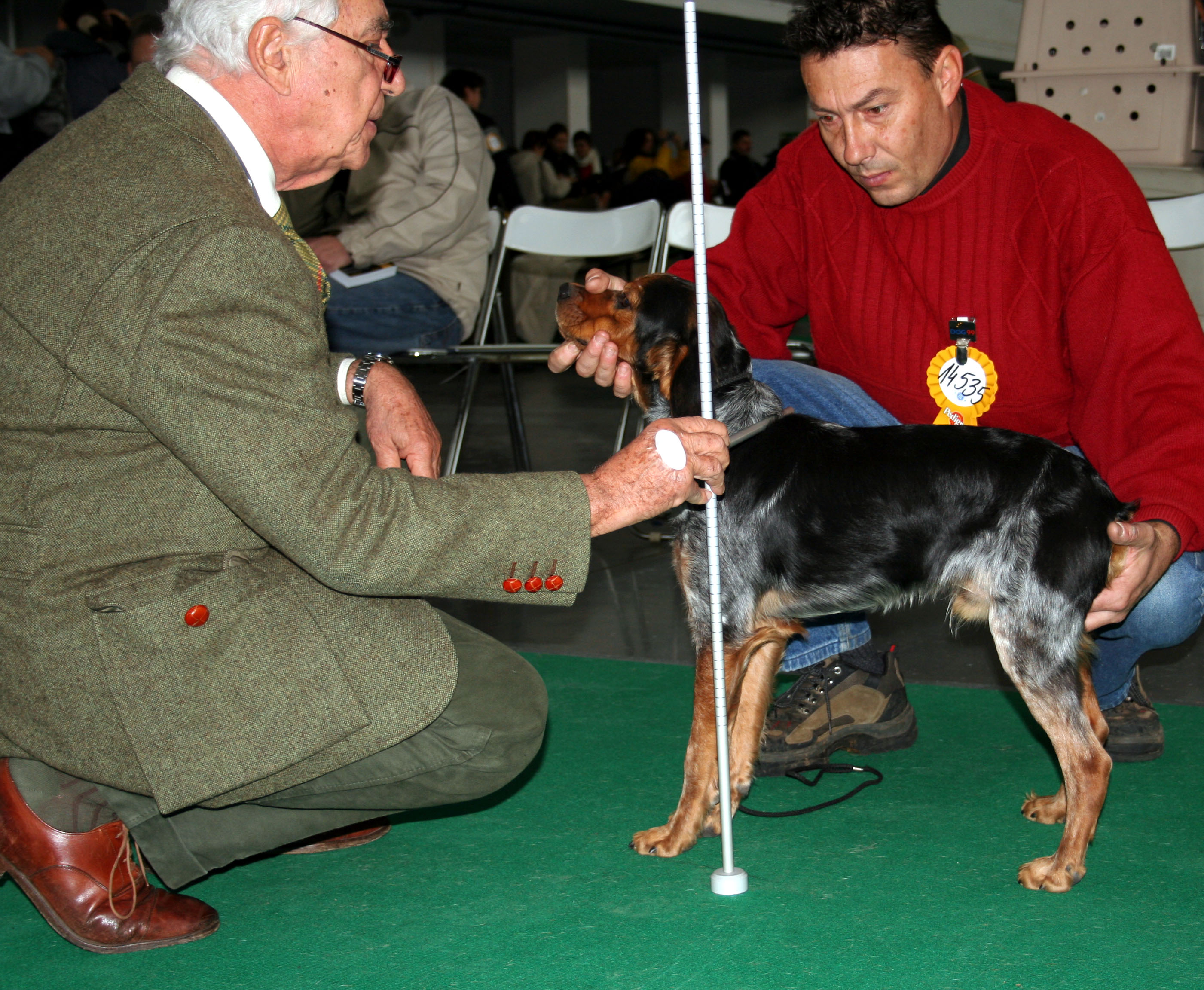
Pomiar wysokości w kłębie dokonywany przez sędziego na Światowej Wystawie Psów Rasowych w Poznaniu za pomocą laski zoometrycznej

Wysokość w kłębie – pionowy rozmiar zwierzęcia czworonożnego liczony od poziomu ziemi do kłębu, czyli najwyższego punktu tułowia, położonego na szczycie łopatek.
W przypadku psów wysokość tę należy mierzyć w linii prostej od podstawy łapy do wysokości kłębu przy użyciu laski zoometrycznej.